# Petriellopsis africana
Petriellopsis africana är en svampart som först beskrevs av Arx & G. Franz, och fick sitt nu gällande namn av Gilgado, Cano, Guarro & Gené 2007. Petriellopsis africana ingår i släktet Petriellopsis och familjen Microascaceae.   Inga underarter finns listade i Catalogue of Life.